# Comunidad nativa Bélgica
Bélgica es una comunidad nativa yine ubicada en la provincia de Tahuamanu en el departamento de Madre de Dios en Perú.
Esta comunidad nativa cuenta con Resolución de Reconocimiento R. 029-92-RI-SRAPE-DGRA-MD de fecha 09/04/1992.

## Extensión y población
Cuenta con una extensión territorial de 53785.7710295 hectáreas y su población es de 91´habitantes.

## Gobernanza comunal
Bélgica es una de las comunidades nativas que muestra un mayor grado de organización comunal activa en la región, con una junta directiva y diversos comités, lo que le ha permitido desarrollar diferentes proyectos con el Estado.